# Kitione Taliga
Kitione Taliga (Fiji, 21 de abril de 1993) é um jogador de rugby fijiano, que joga na posição de back.

## Carreira

### Rio 2016
Fez parte do elenco da Seleção de Rugbi de Sevens de Fiji, no Rio, conquistando a medalha de ouro.